# Prigorje (Đurmanec)
Prigorje est un village de la municipalité de Đurmanec (comitat de Krapina-Zagorje) en Croatie. Au recensement de 2011, le village comptait 298 habitants.